# Magister Negi Magi Negima!?
Magister Negi Magi Negima!? (jap. ネギま!?, Negima!?) ist einer Original Video Animation und Anime-Fernsehserie aus dem Jahr 2006 und eine Neuinterpretation des Mangas Magister Negi Magi.

## Inhalt
Um seine Magierausbildung zu vollenden, muss der 10-jährige Negi Springfield nach seinem Abschluss an Meldiana-Akademie eine praktische Prüfung absolvieren. Zu seiner großen Überraschung führt ihn diese an das Mahora-Mädcheninternat nach Japan. Dort soll er der neue Englisch- und Klassenlehrer der Klasse 2-A werden.
Ein Jahr nach Negis Ankunft in Mahora treffen jedoch zwei Vertreter der Magier-Akademie mit einer äußerst beunruhigenden Nachricht aus Großbritannien ein. Der Star Crystal, ein mysteriöses Artefakt, welches in der Lage ist, seinem Besitzer unendliche Macht zu verleihen, ist gestohlen worden. Auch wenn die Umstände des Verschwindens ungeklärt bleiben, bekommen Negi und seine Schülerinnen die Auswirkungen fortlaufend zu spüren und müssen versuchen mit ihnen zurechtzukommen. Währenddessen versucht Negi weiterhin den Aufenthaltsort seines vermissten Vaters zu finden.

## Produktion und Veröffentlichung
Am 17. August 2006 erschien mit der OVA Negima!? Haru Special!? (ネギま!?春スペシャル!?) der Studios Gansis und Shaft eine Neuinterpretation des Mangas. Am 17. September folgte eine zweite OVA namens Negima!? Natsu Special!? (ネギま!?夏スペシャル!?). Die beiden 30-minütigen Animes sind bei FUNimation Entertainment auf Englisch erschienen und am 28. Juli 2008 in Deutschland bei Anime Virtual als Magister Negi Magi Negima!? OVA 1 + 2 mit dem Untertitel Spring Special bzw. Summer Special herausgekommen.
Vom 4. Oktober 2006 bis zum 28. März 2007 erfolgte die Ausstrahlung der Fernsehserie auf TV Tokyo. Der Anime erschien auf Englisch bei FUNimation Entertainment und auf Französisch bei Kaze. Außerdem wurde er in Tagalog übersetzt.
Die komplette Serie ist 2006 in Deutschland, Österreich und der Schweiz unter dem Titel Magister Negi Magi Negima!? beim Anime-Label Anime Virtual, in 3 DVD-Boxen erschienen. Am 24. September 2010 erfolgte dann eine Wiederveröffentlichung der Serie als Gesamtausgabe unter dem umbenannten Label Kazé, ehemals Anime Virtual.
Bei allen Teilen führte Akiyuki Shimbō Regie, entwarf Kazuhiro Ōta das Character Design. Die künstlerische Leitung übernahm beim Haru Special Hiroshi Katō und beim Natsu Special sowie der Fernsehserie Megumi Katō.

### Musik
Die Musik der Serie wurde produziert von Kei Haneoka. Für den Vorspann wurden verschiedene Versionen des Liedes 1000%SPARKING! verwendet sowie für zwei Folgen Eien no Toki o Koete von Junko Minagawa. Der Abspann wurde unterlegt mit dem Liedern Hoshizora Letter von Akemi Kanda, A-LY-YA! in zehn verschiedenen Versionen und Love Sensation von Rina Satō, Akemi Kanda und Ai Nonaka. Für den Abspann der letzten Folge wurde der Vorspanntitel 1000%SPARKING! verwendet.

### Synchronisation
Die deutsche Synchronfassung wurde von dem Berliner Studio Elektrofilm, im Auftrag von Anime Virtual, angefertigt. Die Sprecher von Magister Negi Magi wurden größtenteils übernommen, allerdings wurden einige Nebenrollen durch neue Sprecher ersetzt.
| Rolle                               | Japanischer Sprecher (Seiyū) | Deutscher Sprecher  |
| ----------------------------------- | ---------------------------- | ------------------- |
| Negi Springfield                    | Rina Satō                    | Rubina Kuraoka      |
| Asuna Kagurazaka                    | Akemi Kanda                  | Tanya Kahana        |
| Konoka Konoe                        | Ai Nonaka                    | Jill Böttcher       |
| Setsuna Sakurazaki                  | Yū Kobayashi                 | Esra Vural          |
| Nodoka Miyazaki                     | Mamiko Noto                  | Millie Forsberg     |
| Yue Ayase                           | Natsuko Kuwatani             | Catrin Dams         |
| Makie Sasaki                        | Yui Horie                    | Sonja Spuhl         |
| Ayaka Yukihiro                      | Junko Minagawa               | Magdalena Turba     |
| Evangeline Athanasia Kitty McDowell | Yuki Matsuoka                | Diana Borgwardt     |
| Chachamaru Karakuri                 | Akeno Watanabe               | Sarah Riedel        |
| Sayo Aisaka                         | Yuri Shiratori               | Maria Koschny       |
| Yūna Akashi                         | Madoka Kimura                | Maria Sumner        |
| Kazumi Asakura                      | Ayana Sasagawa               | Marie-Luise Schramm |
| Kū Fei                              | Hazuki Tanaka                | Bianca Krahl        |
| Haruna Saotome                      | Sawa Ishige                  | Ilona Brokowski     |
| Sakurako Shiina                     | Akane Omae                   | Daniela Reidies     |
| Chao Lingshen                       | Chiaki Ōsawa                 | Kathrin Neusser     |
| Kaede Nagase                        | Ryōko Shiraishi              | Ann Vielhaben       |
| Chizuru Naba                        | Misa Kobayashi               | Anja Rybiczka       |
| Chisame Hasegawa                    | Yumi Shimura                 | Sabine Winterfeldt  |
| Ako Izumi                           | Kozomi Yamakawa              | Christin Springer   |
| Akira Ōkouchi                       | Azumi Yamamoto               | Tina Pamina Lorin   |
| Misa Kakizaki                       | Shizuka Itō                  | Luisa Wietzorek     |
| Madoka Kugimiya                     | Mami Deguchi                 | Svantje Wascher     |
| Satomi Hakase                       | Mai Kadowaki                 | Svantje Wascher     |
| Fuka Narutaki                       | Kimiko Koyama                | Anna Predleus       |
| Fumika Narutaki                     | Mari Kanō                    | Anna Predleus       |
| Mana Tatsumiya                      | Miho Sakuma                  | Carmen Katt         |
| Satsuki Yotsuba                     | Naomi Inoue                  | Carmen Katt         |
| Misora Kasuga                       | Ai Bandō                     | Gabriele Schramm    |
| Natsumi Murakami                    | Mai Aizawa                   | Gabriele Schramm    |
| Zazie Rainyday                      | Yuka Inokuchi                | Gabriele Schramm    |
| Takamichi T. Takahata               | Norihiro Inoue               | Thomas Schmuckert   |
| Nagi Springfield                    | Takehito Koyasu              | Olaf Reichmann      |
| Nekane Springfield                  | Masami Suzuki                | Cathlen Gawlich     |
| Anya                                | Ryō Hirohashi                | Julia Stoepel       |
| Camo                                | Masashi Yabe                 | Gerald Schaale      |

## Manga
Die Anime-Serie wurde unter dem Namen Negima!? neo vom 26. September 2006 bis 20. August 2009 als Manga veröffentlicht, gezeichnet von Takuya Fujima. Die Reihe erscheint beim Verlag Kōdansha, zuerst im Magazin Comic Bom Bom, und ab Januar 2008 im Magazine Special.